# Фиџи на Светском првенству у атлетици у дворани 2018.
Фиџи је учествовао на Светском првенству у атлетици у дворани 2018. одржаном у Бирмингему од 1. до 4. марта трећи пут. Репрезентацију Фиџија представљала 1 такмичарка која се такмичила у трци на 400 метара.,
На овом првенству такмичарка Фиџија није освојила ниједну медаљу нити је постигла неки резултат.

## Учесници
Жене:
- Мириама Сеноконоко — 400 м

## Резултати

### Жене
| Атлетичарка        | Дисциплина | Лични рекорд | Квалификације    | Квалификације    | Полуфинале            | Полуфинале            | Финале                | Финале                | Детаљи |
| Атлетичарка        | Дисциплина | Лични рекорд | Резултат         | Место            | Резултат              | Место                 | Резултат              | Место                 | Детаљи |
| ------------------ | ---------- | ------------ | ---------------- | ---------------- | --------------------- | --------------------- | --------------------- | --------------------- | ------ |
| Мириама Сеноконоко | 400 м      |              | Дисквалификована | Дисквалификована | Није се квалификовала | Није се квалификовала | Није се квалификовала | Није се квалификовала |        |